# Fulakora saundersi
Fulakora saundersi (англ. New Zealand Michelin ant) — вид мелких тропических муравьёв.

## Описание
Длина тела 3—5 мм. Усики 12-члениковые. Клипеус с рядом из 6—10 мелких зубчиков. Гнездятся в почве, численность семей обычно составляет 10—30 особей. С помощью развитого жала парализуют добычу (многоножки, личинки жуков и других членистоногих).

## Распространение
Новая Зеландия.

## Синонимия
- Amblyopone saundersi
- Stigmatomma saundersii (Forel)
- Stigmatomma (Fulakora) saundersi (Forel)